# Брезничка (округ Полтар)
Брезнічка (словац. Breznička, угор. Ipolyberzence) — село, громада в окрузі Полтар, Банськобистрицький край, центральна Словаччина. Кадастрова площа громади — 9,21 км². Населення — 762 особи (за оцінкою на 31 грудня 2017 р.).

## Історія
Перша згадка 1279 року як Berzenche. Історичні назви: 1773-го — Breznicza, з 1808-го — Breznička.
1828-го року в селі 25 будинків та 205 мешканців, які займаються сільським господарством та гончарством.

## Географія
Протікає Банський потік.

## Населення
| Рік:            | 1994. | 2004.   | 2014.   | 2024.   |
| --------------- | ----- | ------- | ------- | ------- |
| Кількість осіб: | 794   | 772     | 768     | 744     |
| Різниця:        |       | -2,77 % | -0,51 % | -3,12 % |

| Рік:            | 2023. | 2024.   |
| --------------- | ----- | ------- |
| Кількість осіб: | 737   | 744     |
| Різниця:        |       | +0,94 % |